# Падіння Гранади
Падіння Гранади відбулось 2 січня 1492 року після кількох місяців облоги міста, ставши кульмінацією так званої Гранадської війни 1482—1492 років. Місто було захоплено Королівством Кастилія та Леон. Передачу Гранади регулював спеціально складений Гранадський договір 1491 року. Разом з падінням Гранади припинив існування Гранадський емірат, а його територія ввійшла до складу Кастильської Корони як Королівство Гранада. Взяття Гранади означало кінець 780-річної арабської присутності на Піренейському півострові та кінець Реконкісти. Після тієї перемоги християнське королівство почали називати Іспанією.